# San Pietro in Gu
San Pietro in Gu este o comună din Provincia Padova, în regiunea italiană Veneto, localizată la aproximativ 50 km de Veneția și 25 de km de Padova.

## Demografie
San Pietro in Gu - evoluția demografică

|  | Graficele sunt indisponibile din cauza unor probleme tehnice. Mai multe informații se găsesc la Phabricator și la wiki-ul MediaWiki. |

Date: Recensăminte sau birourile de statistică - grafică realizată de Wikipedia